# 匍匐柳叶箬
匍匐柳叶箬（学名：Isachne repens）为禾本科柳叶箬属下的一个种。

## 扩展阅读
- 維基物種上的相關：匍匐柳叶箬